# Munera (ort)
Munera är en ort i Spanien.   Den ligger i provinsen Provincia de Albacete och regionen Kastilien-La Mancha, i den centrala delen av landet, 190 km sydost om huvudstaden Madrid. Munera ligger 923 meter över havet och antalet invånare är 3 985.
Terrängen runt Munera är lite kuperad, och sluttar norrut. Runt Munera är det mycket glesbefolkat, med 6 invånare per kvadratkilometer. Munera är det största samhället i trakten. Omgivningarna runt Munera är i huvudsak ett öppet busklandskap.